# Чвени цховреба
Чвени Цховреба (груз. ჩვენი ცხოვრება, «Наша жизнь») — ежедневная большевистская газета, выходившая легально в Тифлисе с 18 февраля 1907 года на грузинском языке.
Газетой руководил И. В. Сталин. Вышло тринадцать номеров. 6 марта 1907 года газеты была закрыта за «крайнее направление».